# Views and Descriptions of Cyclopian or Pelasgic Remains in Italy and Greece
Views and Descriptions of Cyclopian or Pelasgic Remains in Italy and Greece è un'opera letteraria di Edward Dodwell stampata a Londra nel 1834 con l'ausilio del litografo Charles Joseph Hullmandel. L'opera descrive le rovine pelasgiche visitate e disegnate dall'autore nel corso del suo lungo viaggio in Grecia ed in Italia.
Il testo, corredato da numerose litografie, crea un continuum ed un'ipotesi d'origine comune tra la cultura micenea e quella italica pre-romana del basso Lazio.